# Ебергард Гюттеманн
Ебергард Гюттеманн (нім. Eberhard Hüttemann; 25 червня 1919, Заган — 29 квітня 1943, Атлантичний океан) — німецький офіцер-підводник, оберлейтенант-цур-зее крігсмаріне.

## Біографія
9 жовтня 1937 року вступив на флот. З 2 жовтня 1941 року — 1-й вахтовий офіцер на підводному човні U-590. З грудня 1942 по січень 1943 року пройшов курс командира човна. З 27 січня 1943 року — командир U-332, на якому здійснив 2 походи (разом 60 днів у морі). 21 лютого пошкодив норвезький тепловий танкер Stigstad водотоннажністю 5964 тонни, навантажений баластом. 29 квітня U-332 був потоплений в Біскайській затоці, північніше мису Фіністерре (45°08′ пн. ш. 09°33′ зх. д.) глибинними бомбами британського бомбардувальника «Ліберейтор». Всі 45 членів екіпажу загинули.

## Звання
- Кандидат в офіцери (9 жовтня 1937)
- Морський кадет (28 червня 1938)
- Фенріх-цур-зее (1 квітня 1939)
- Оберфенріх-цур-зее (1 березня 1940)
- Лейтенант-цур-зее (1 травня 1940)
- Оберлейтенант-цур-зее (1 квітня 1942)